# Hydraecia ximena
Hydraecia ximena är en fjärilsart som beskrevs av Barnes och Benjamin 1924. Hydraecia ximena ingår i släktet Hydraecia och familjen nattflyn. Inga underarter finns listade i Catalogue of Life.